# Balls to the Wall
| 전문가 평가                      | 전문가 평가 |
| 평가 점수                        | 평가 점수   |
| 출처                             | 점수        |
| -------------------------------- | ----------- |
| AllMusic                         | [ 1 ]       |
| Collector's Guide to Heavy Metal | 10/10       |
| The Metal Crypt                  | [ 3 ]       |

《Balls to the Wall》은 독일의 헤비 메탈 밴드 억셉트의 다섯 번째 스튜디오 음반이다. 유럽 레이블인 라크 레코드는 1983년 12월, 이 음반을 발매했지만 1983년 초 미국에 도착한 밴드의 당시 음반 《Restless and Wild》와 경쟁하지 않기 위해 미국 발매가 1984년 1월로 연기되었다. 미국에서 골드 인증을 획득한 것은 억셉트의 유일한 음반이다. 이 음반의 타이틀곡은 억셉트의 대표 곡이 되었고 이 장르에서 메탈 찬송가이자 상표로 남아있다.

## 배경
이 음반의 유럽에서의 성공 중 일부는 의심할 여지 없이 음반의 제목과 앞면 커버가 일부 사람들에 의해 동성애자로 간주되면서 미국 발매와 동시에 발생한 사소한 "게이 메탈" 논란에서 비롯된 홍보와 관심을 가진 사람들에게 〈London Leatherboys〉와 〈Love Child〉의 가사가 등장했기 때문이다. 기타리스트 울프 호프만은 몇 년 후 "당신들의 미국인들은 이것에 대해 매우 긴장하고 있습니다. 유럽에서는 결코 큰 문제가 아니었습니다... 우리는 단지 논쟁적이고, 다르고, 이 민감한 주제들에 대해 언급하기를 원했을 뿐입니다. 왜냐하면 그것은 우리에게 좋은 언론을 제공했고, 그것은 엄청나게 효과가 있었기 때문입니다."

## 곡 목록
모든 곡들은 억셉트와 개비 호프만에 의해 작사/작곡하였다.
| #  | 제목                                 | 재생 시간 |
| -- | ------------------------------------ | --------- |
| 1. | 〈Balls to the Wall〉                | 5:45      |
| 2. | 〈London Leatherboys〉               | 3:57      |
| 3. | 〈Fight It Back〉                    | 3:30      |
| 4. | 〈Head Over Heels〉                  | 4:19      |
| 5. | 〈Losing More Than You've Ever Had〉 | 5:04      |

| #   | 제목                      | 재생 시간 |
| --- | ------------------------- | --------- |
| 6.  | 〈Love Child〉            | 3:35      |
| 7.  | 〈Turn Me On〉            | 5:12      |
| 8.  | 〈Losers and Winners〉    | 4:19      |
| 9.  | 〈Guardian of the Night〉 | 4:25      |
| 10. | 〈Winter Dreams〉         | 4:45      |